# Kenneth Medwood
Kenneth Nathaniel Medwood (* 14. Dezember 1987 in Belize City) ist ein ehemaliger belizischer Leichtathlet. Er nahm an den Weltmeisterschaften 2011 in Daegu teil und war Fahnenträger seines Landes bei der Eröffnungszeremonie der Olympischen Sommerspiele 2012 in London. Er war spezialisiert auf den 400-Meter-Hürdenlauf.

## Sportliche Laufbahn
Medwood wuchs in Los Angeles auf und besuchte die Theodore Roosevelt High School, wo er dreimaliger Los Angeles City Section Champion im Hochsprung wurde. Er hält den Rekord in der Frosh/Soph Division. Sowohl 2005 als auch 2006 belegte er bei den California Interscholastic Federation - California State Meets den geteilten 4. Platz. Er spielte auch Basketball und Tennis.
Anschließend besuchte er das East Los Angeles College, wo sein Talent für den Langhürdenlauf entdeckt. In beiden Jahren wurde er Landesmeister der Community Colleges. und stellte mit 51,63 s den Landesrekord im 400-Meter-Hürdenlauf auf.
Anschließend trat er an der Long Beach State University an, wo er in seiner ersten Saison Vizemeister in der Big West Conference im 400-Meter-Hürdenlauf und im Weitsprung wurde. 2010 gewann er den Big West-Titel im 400-Meter-Hürdenlauf mit einer persönlichen Bestzeit von 49,66 Sekunden, womit er in seiner letzten Spielzeit zum zweiten Mal den Schulrekord brach. Er beendete das Jahr bei den NCAA-Meisterschaften, wo er als 17. bester College-Hürdenläufer der Nation abschloss.
Bei den Mt. SAC Relays 2012 stellte er seinen persönlichen Rekord im 400-Meter-Hürdenlauf mit 49,54 auf.